# Аури
А́ури (латыш. Auri) — населённый пункт в южной части Латвии, расположенный в Аурской волости Добельского края. До 1 июля 2009 года входил в состав Добельского района.
Является центром Аурской волости. Расстояние до ближайшей железнодорожной станции 2 км (остановочный пункт Аури), Добеле — 8 км. Риги — 77 км. По данным на 2015 год, в населённом пункте проживало 272 человека.

## История
Современное поселение находится на территории, некогда принадлежавшей Аурскому поместью (Auermundi).
В советское время населённый пункт был центром Аурского сельсовета Добельского района. В селе располагался колхоз «Аури».
В Аури имеются: несколько магазинов, ООО «Аурогле», Аурская основная школа, детское дошкольно-образовательное учреждение, фельдшерский и акушерский пункт, аптека, почтовое отделение.